# Distrito de Zebak
Zebak es uno de los 29 distritos de la Provincia de Badakhshan, Afganistán. Cuenta con una población de aproximadamente 8749 personas. La mayoría reside en Zebak, la capital del distrito.